# Saab Automobile
Saab Automobile AB (/sɑːb/) a fost un producător care a fost fondat în Suedia în 1945, când compania sa mamă, Saab AB, a început un proiect pentru proiectarea unui automobil mic. Primul model de producție, Saab 92, a fost lansat în 1949. În 1968, compania-mamă a fuzionat cu Scania-Vabis, iar zece ani mai târziu Saab 900 a fost lansat, în timp devenind cel mai bine vândut model Saab. La mijlocul anilor '80 a apărut și noul model Saab 9000.
În 1989, divizia de automobile din Saab-Scania a fost restructurată într-o companie independentă, Saab Automobile AB. Producătorul american General Motors (GM) a preluat participația de 50 la sută cu o investiție de 600 de milioane de dolari SUA.

## Modele
Modele cunoscute care au ieșit din această perioadă au fost:
- Saab 92 (1949–1956)
- Saab 900 (1978–1998)
- Saab 9000 (1984–1998)
- Saab 9-3 (1998–2014)
- Saab 9-5 (1997–2012)[3]

## Istoric
În 2000, GM și-a exercitat opțiunea de a achiziționa restul de 50 la sută pentru încă 125 milioane USD; transformând astfel Saab Automobile într-o filială GM deținută integral. În 2010 GM a vândut Saab Automobile AB producătorului auto olandez Spyker Cars N.V.

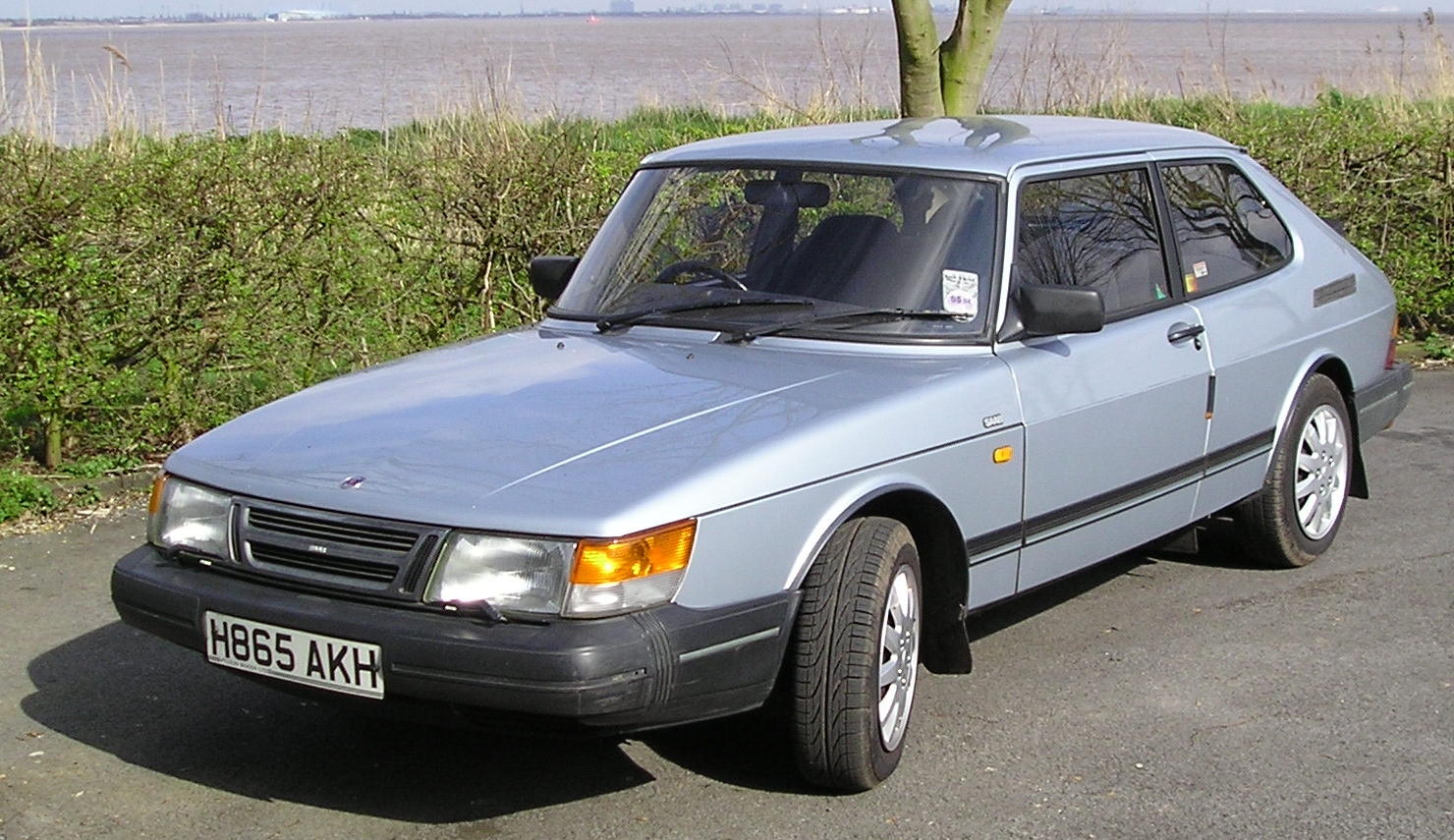
Saab 900

După mulți ani care și-a stabilit o reputație de inginerie solidă și, în cele din urmă, o marcă de preț de lux, Saab nu a reușit să-și construiască baza de clienți dincolo de nișa ce a urmat. După ce a luptat pentru a evita insolvența pe tot parcursul anului 2011, compania a solicitat falimentul în urma eșecului unui consorțiu chinez de a finaliza o achiziție a companiei; achiziția fusese blocată de fostul proprietar GM, care s-a opus transferului tehnologiei și drepturilor de producție către o companie chineză.
La 13 iunie 2012, a fost anunțată că o companie recent constituită, denumită National Electric Vehicle Sweden (NEVS), a cumpărat compania falimentată a Saab Automobile. Conform „Saab United”, primul NEVS Saab 9-3 a abandonat linia sa de preproducție la 19 septembrie 2013. Producția completă a repornit la 2 decembrie 2013, inițial aceleași sedanuri aeriene 9-3 Aero, care au fost construite înainte ca Saab să intre în faliment și intenționau să restabilească lanțul de aprovizionare al producătorului auto, în timp ce încerca să dezvolte o nouă linie de NEVS- Produse Saab. NEVS și-a pierdut licența de fabricare a automobilelor sub denumirea Saab (pe care compania aerospațială denumită încă o deține) în vara anului 2014 și produce acum mașini electrice bazate pe Saab 9-3, dar sub propria denumire auto „NEVS”.

## Legături externe
- Site web oficial (Redirects to National Electric Vehicle Sweden's website)
- Official website (Archive, 13 Apr 2013)
- Saab news article collection since 1984 (by The New York Times)
- Saab Group pe Curlie